# Juan Carlos Ceballos Pinto
 Juan Carlos Ceballos Pinto  (Barcelona, 7 april 1983) is een Spaans profvoetballer, beter bekend onder de naam Ceballos.
Hij begon zijn carrière in de nationale reeksen tijdens het seizoen 2001-2002 bij zijn laatste jeugdploeg RCD Espanyol B, een filiaal spelend in de Segunda División B.  Ceballos speelde er in totaal vier seizoenen zonder ooit door te stoten naar de A-ploeg.  Het eerste seizoen was het meest succesvol met een tweede plaats zonder promotie, waarop nog een tiende, elfde en achttiende met degradatie volgde.  In totaal speelde hij er 96 wedstrijden en scoorde 3 doelpunten.
Vanaf het seizoen 2004-2005 stapte hij over naar een ander filiaal uit de Segunda División B, dit van Levante UD.  Ceballos was een van de vaste waarden in de ploeg die een derde plaats behaalde na de reguliere competitie.  Het filiaal kon echter niet stijgen door de degradatie van de A-ploeg naar de Segunda División A.  Tijdens het seizoen 2005-2006 stapte hij trouwens over naar de eerste ploeg, die door een mooie derde plaats de onmiddellijke terugkeer naar de Primera División afdwong.
De speler bleef tijdens het seizoen 2006-2007 echter in de Segunda División A, bij Ciudad de Murcia.  Ook daar brak hij door en miste net de promotie met een vierde plaats in de eindstand.
Voor het seizoen 2007-2008, tekende hij voor Racing Ferrol, een reeksgenoot uit de Segunda División A.   Deze campagne eindigde in een teleurstellende negentiende plaats met de degradatie als gevolg. Op persoonlijk vlak was Ceballos een van de leiders van de ploeg en speelde in het totaal 37 wedstrijden.
De speler bleef inactief voor één jaar en vond voor het seizoen 2008-2009 onderdak bij een andere ploeg uit de Segunda División A.  Hij tekende een tweejarig contract bij Córdoba CF.  Hij beleefde er twee matige seizoenen op persoonlijk vlak en op groepsvlak met respectievelijk een dertiende en tiende plaats in de eindstand.
Vanaf het seizoen 2008-2009 tekende hij voor CF Badalona, een ploeg uit de Segunda División B.  Met de ploeg werd hij vierde van de reguliere competitie.  De ploeg werd echter in de eindronde uitgeschakeld.
Voor het seizoen 2012-2013 ondertekende hij een contract bij FC Cartagena, een ploeg die het behoud niet kon waarmaken tijdens het voorgaande seizoen en nu uitkomt in de Segunda División B.   De doelstelling van de ploeg is om onmiddellijk terug te keren naar de zilveren categorie.  De speler speelde een mooie competitie en de ploeg kon zich als tweede geplaatste nog voor de eindronde bereiken, maar dan werd in de eerste ronde verloren.
Bij reeksgenoot Cádiz CF vond de speler onderdak voor het seizoen 2013-2014.  Tijdens de winterstop ontstonden geruchten dat hij zou terugkeren naar zijn vorige werkgever, maar deze plannen gingen niet door.  Tot het einde van het seizoen zou hij een van de basisspelers zijn en met een vierde plaats in de eindstand, kon de ploeg zich plaatsen voor de eindronde.  In de eerste ronde van deze play offs werd de ploeg reeds uitgeschakeld.
Wat tijdens de winterstop van 2013 begon als een gerucht, werd werkelijkheid in juli 2014.  Ceballos keerde vanaf seizoen 2014-2015 terug naar FC Cartagena.  Het werd een moeilijk seizoen waar het behoud afgedwongen werd na een eindronde.  Ceballos was een van de belangrijke pionnen in deze redding en de nieuwe voorzitter kon hem overtuigen om zijn contract met twee jaar te verlengen tot en met juni 2017.  Coach Victor maakte hem vanaf de start van het seizoen 2015-2016 de kapitein van de ploeg.  Na de drieëntwintigste wedstrijd werd hij ontvalgagen, maar ook in het systeem van de nieuwe coach Monteagudo behield hij zijn belangrijke status.  Tijdens de negenentwintigste competitiewedstrijd tegen Recreativo Huelva speelde hij zijn honderdste officiële wedstrijd voor Cartagena.  Vanaf seizoen 2016-2017 werd hij meer en meer een belangrijke wisselspeler, zo belangrijk dat de ploeg zijn contract nogmaals verlengde voor het seizoen 2017-2018.  Hij werd echter derde keuze en zo kwam hij maar zeer zelden tot spelen toe.
Daarom zocht hij tijdens de winterstop een nieuwe ploeg.  Tijdens de maand januari 2018 tekende hij een contract bij reeksgenoot FC Jumilla, die zich op dat ogenblik op een degradatieplaats bevond.  Daar werd hij weer verbroederd met José Francisco Grao García, de coach die hij kende tijdens zijn eerste periode bij FC Cartagena.  Aangezien zijn beide ploegen in dezelfde reeks speelden, volgde op 24 maart 2018 de confrontatie.  FC Cartagena won met 3-0 en Ceballos scoorde voor zijn gewezen ploeg met een doelpunt in eigen doel van zijn nieuwe ploeg.  Tijdens de laatste speeldag van de reguliere competitie wist hij zich te redden met zijn nieuwe ploeg en speelde zijn gewezen club kampioen.
Voor het seizoen 2018-2019 zet de speler een stapje terug naar Tercera División, bij het ambitieuze Mar Menor FC.  De ploeg zou echter maar de zevende plaats op de eindrangschikking bezetten.  Dit was niet goed genoeg om zich te plaatsen voor de eindronde.
Daarna vond hij onderdak voor het seizoen 2019-2020 bij reeksgenoot SCR Minerva.  Daar zou hij verenigd worden met zijn gewezen teamgenoot Cristo Martín Hernández.
Reeks- en streekgenoot Minerva de Alumbres werd zijn bestemming vanaf seizoen 2019-2020.  De ploeg kon haar behoud met een vijftiende plaats op tweeëntwintig verzekeren en zijn contract werd verlengd met het seizoen 2020-2021.  Tijdens dit overgangsseizoen, waarna de Segunda B zou verdwijnen, had de ploeg het moeilijk en zakte naar de Preferente Murcia.  De speler zou tijdens het seizoen 2021-2022 de ploeg volgen. 